# Estación Astronómica de Cerro El Roble
La estación astronómica de Cerro El Roble es un observatorio astronómico ubicado en el cerro del mismo nombre, perteneciente a la red del Observatorio Astronómico Nacional de Chile. De acuerdo a la Comisión Nacional de Investigación Científica y Tecnológica, esta estación astronómica se encuentra en la cara norponiente de la Cordillera de Costa en la zona central del país y su principal utilización es con fines docentes bajo la tutela de la Universidad de Chile.

## Historia
La construcción de esta estación nació por el convenio con la Unión Soviética en 1965, quienes dispusieron de un telescopio Maksutov para la observación astronómica. Usando este instrumento fue posible observar por primera vez, desde Chile, una supernova.
La misión original de los científicos soviéticos se centraba en encontrar un punto adecuado de observación del cielo nocturno, encontrando en el cerro El Roble una vista impresionante del cielo en la parte austral del mundo. Una vez elegido el lugar, en 1967 se instaló el instrumento principal. Debido al clima político en 1973, la misión científica decide abandonar el país el 10 de septiembre del mismo año, traspasando el proyecto a la Universidad de Chile.
La estación fue utilizada hasta 1990 cuando la Universidad de Chile decidió no seguir utilizando sus instalaciones.
A contar de 2013, científicos rusos han iniciado las gestiones para reactivar el uso de la estación debido a que el telescopio instalado permite excelentes observaciones en la zona central del país, lo que es una ventaja en relación con telescopios de mayor envergadura del norte. El proyecto de recuperación incluye un proceso de modernización de los instrumentos que permiten la captura de objetos astronómicos, debido a que los mecanismos originales han estado sin mantención desde inicios de la década de 1990.